# Tropidophorus brookei
Tropidophorus brookei — вид сцинкоподібних ящірок родини сцинкових (Scincidae). Ендемік Калімантану. Вид названий на честь Джеймса Брука, білого раджі Сараваку.

## Поширення і екологія
Tropidophorus brookei мешкають на острові Калімантан, на території Індонезії, малазійських штатів Сабах і Саравак та Брунею, а також на сусідніх островах Натуна. Вони живуть у вологих діптерокарпових лісах, на берегах струмків. Зустрічаються на висоті від 43 до 1100 м над рівнем моря.